# Johann Kindl
Johann Winfried Kindl (* 1962 in Untermühlhausen) ist ein deutscher Rechtswissenschaftler und Hochschullehrer an der Universität Münster.

## Leben
Kindl studierte von 1981 bis 1988 in der einstufigen Juristenausbildung Rechtswissenschaften an der Universität Augsburg. Dort arbeitete er während seines Studiums als wissenschaftliche Hilfskraft von Helmut Köhler. Nach Abschluss seines Studiums und einer einjährigen Tätigkeit als Regierungsrat beim bayerischen Staatsministerium für Wirtschaft und Verkehr arbeitete Kindl ab 1989 bis 1995 als wissenschaftlicher Assistent bei Volker Behr an der Universität Augsburg. Dort promovierte Kindl 1992 zum Dr. iur. 1998 schloss er seine Habilitation ab und erhielt die Venia legendi für die Fächer Bürgerliches Recht, Handels- und Gesellschaftsrecht und Zivilprozessrecht.
Es folgte im Wintersemester 1998/99 eine Lehrstuhlvertretung an der Universität München. In den folgenden beiden Semestern vertrat er einen Lehrstuhl an der Universität Münster. Seit dem Sommersemester 2000 hat Kindl an der Universität Münster den Lehrstuhl für Zivilrecht für Nebenfachstudierende inne.
Seit 2018 ist Kindl Vertrauensdozent der Konrad-Adenauer-Stiftung. 

## Werke (Auswahl)
Kindls Publikationen konzentrieren sich auf das Gesellschaftsrecht und das Zivilprozessrecht. Größere Bekanntheit erlangte Kindl durch sein Lehrbuch zum Gesellschaftsrecht sowie seine Kommentierung des Vollstreckungsrechts im von Ingo Saenger herausgegebenen Kommentars zur ZPO. Zudem fungiert Kindl zusammen mit Caroline Meller-Hannich und Hans-Joachim Wolf als Herausgeber eines Kommentars zum Zwangsvollstreckungsrecht.
- Die Teilnahme an der Aufsichtsratssitzung. Carl Heymanns, Köln 1993, ISBN 978-3-452-22636-5 (Dissertation).
- Rechtsscheintatbestände und ihre rückwirkende Beseitigung. Springer, Berlin/Heidelberg 1999, ISBN 978-3-642-58411-4 (Habilitationsschrift).
- Gesellschaftsrecht. Nomos, Baden-Baden 2011, ISBN 978-3-8329-1995-5.
- mit Andreas Feuerborn: Bürgerliches Recht für Wirtschaftswissenschaftler und Nebenfachstudierende. 2. Auflage. NWB Verlag, Herne/Berlin 2012, ISBN 978-3-482-54201-5.
- mit Andreas Feuerborn: Übungen zum Bürgerlichen Recht für Wirtschaftswissenschaftler. NWB Verlag, Herne/Berlin 2012, ISBN 978-3-482-63941-8.